# Vỡ đập

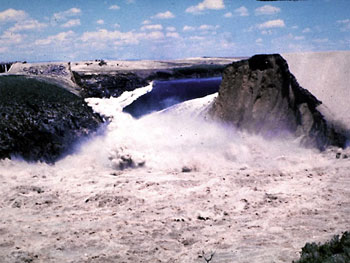
Hồ chứa đổ qua đập Teton thất bại

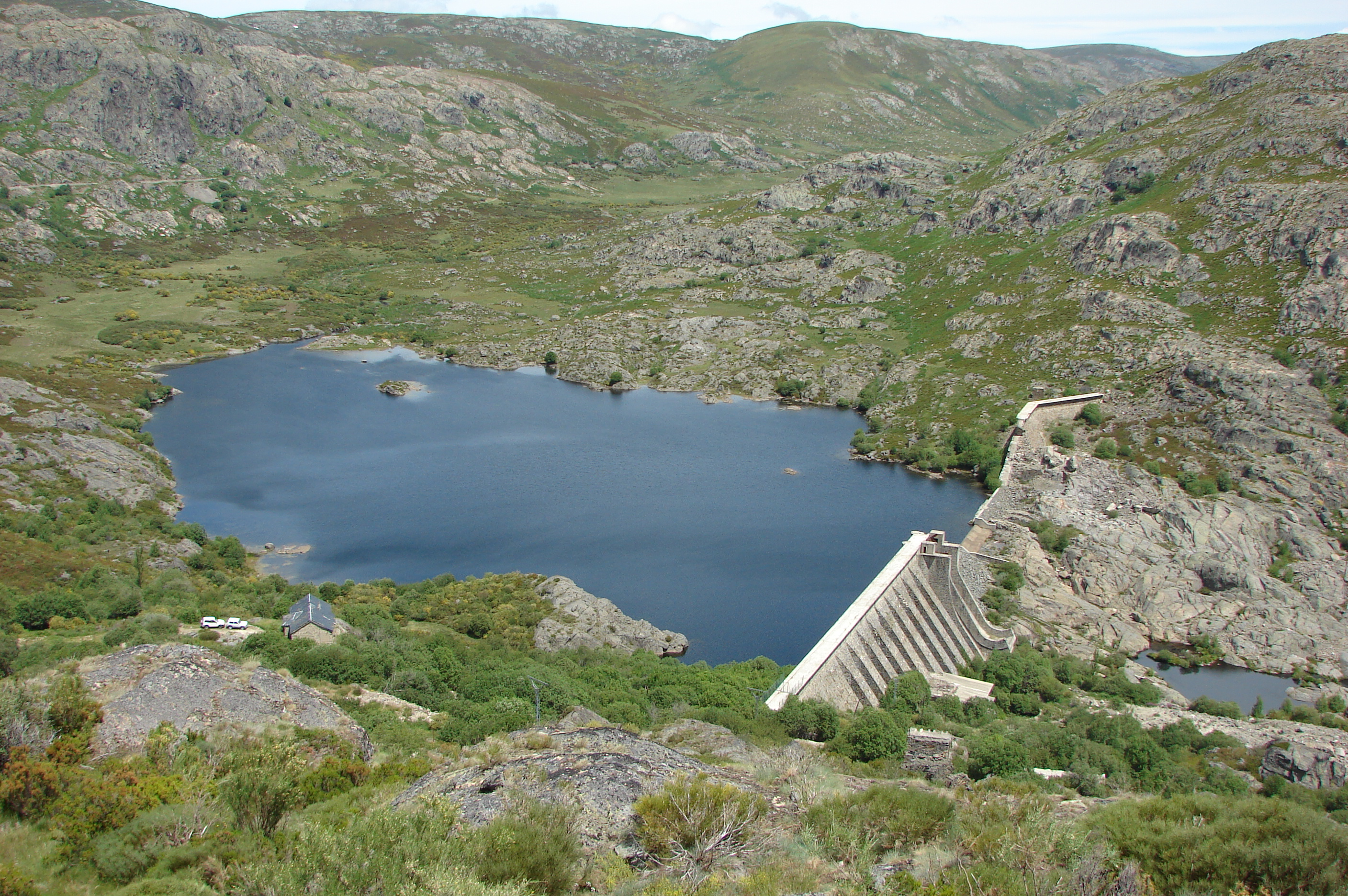
Tàn tích của đập Vega de Tera (Tây Ban Nha) sau khi phá vỡ vào năm 1959.

Một sự cố vỡ đập là một loại sự cố thảm khốc đặc trưng bởi sự giải phóng đột ngột, nhanh chóng và không được kiểm soát của nước bị tắc nghẽn hoặc khả năng của một sự giải phóng không kiểm soát.